# ФК Валенсија
Фудбалски клуб Валенсија (шп. Valencia Club de Fútbol) шпански је фудбалски клуб из Валенсије. Клуб игра у Првој лиги Шпаније и један је од највећих и најуспешнијих шпанских фудбалских клубова. Валенсија је до сада освојила шест титула првака Прве лиге, осам титула Купа Краља, један трофеј Купа УЕФА, два трофеја Купа сајамских градова, један трофеј Купа победника купова, два трофеја Суперкупа Европе те трофеј Суперкупа Шпаније. Такође су два пута играли у финалу Лиге шампиона, али оба пута су поражени. Први пут сезоне 1999/00. од Реал Мадрида, а други пут сезоне 2000/01. године од немачког Бајерна. Валенсија је такође била члан групе Г-14, а сада је члан Европског удружења клубова.
Клуб се налази на четвртом месту по броју освојених бодова на вечној табели Ла Лиге свих времена, иза Реал Мадрида, Барселоне и Атлетик Билбаоа. У међународним такмичења Валенсија је трећи најуспешнији шпански клуб иза Реал Мадрида и Барселоне. Те три екипе уједно су и једини шпански клубови који су освојили више од пет међународних трофеја.
Валенсија је основана 18. марта 1919, а од 1923. играју на стадиону Местаља, капацитета 56.753 седећих места. Клуб ће се ускоро преселити на нови стадион Ноу Местаља који ће имати капацитет од 75.000 седећих места. Тренутно је у изградњи, а налазиће се у северозападном делу града. Валенсија има дугогодишње ривалство с Левантеом који се такође налази у Валенсији, те с Виљареалом који се налази у тзв. Валенсијској заједници.
Валенсија је трећи најпопуларнији фудбалски клуб у Шпанији, одмах иза Реал Мадрида и Барселоне. Такође је један од највећих клубова у свету према броја регистрованих навијача.
Традиционалне боје клуба су црна и бела. Као домаћин, клуб тренутно игра на стадиону Местаља (шп. Mestalla) са 55.000 места. Планирана је изградња новог мултифункционалног стадиона.

## Историја клуба

### Почеци
Први избори за председника клуба ФК Валенсија су одржани бацањем новчића. Срећни победник је био Октавио Августо Милего Дијаз (Octavio Augusto Milego Diaz). Клуб је званично основан 18. марта 1919. године, када је одиграна и прва утакмица против Валенсије Гимнастико (Valencia Gimnástico). Меч је изгубљен резултатом - 0:1.
Пре стадиона Местаља, клуб је играо на игралишту Алгирос (Algirós). Први стадион Местаља, са капацитетом од 17.000 места, је био изграђен 1923. године. Изградња је коштала 316.439 пезета (данас око 1.900 Евра). Прва утакмица у новом стадиону, против тима Кастељон Касталија (Castellón Castalia) је завршена нерешеним резултатом - 0:0.

## Играчи

### Тренутни састав
Од 10. септембра 2018
| Бр. |                            | Позиција | Играч           |
| --- | -------------------------- | -------- | --------------- |
| 1   | Шпанија                    | Г        | Жауме Доменеч   |
| 3   | Португалија                | О        | Рубен Везо      |
| 4   | Колумбија                  | О        | Џејсон Муриљо   |
| 5   | Бразил                     | О        | Габријел        |
| 6   | Централноафричка Република | С        | Џефри Кондогбиа |
| 7   | Португалија                | С        | Гонсало Гедеш   |
| 8   | Аргентина                  | С        | Карлос Солер    |
| 9   | Француска                  | Н        | Кевин Гамеиро   |
| 10  | Шпанија                    | С        | Дани Парехо (к) |
| 11  | Русија                     | С        | Денис Черишев   |
| 12  | Француска                  | О        | Муктар Диакаби  |
| 13  | Бразил                     | Г        | Нето            |

| Бр. |             | Позиција | Играч             |
| --- | ----------- | -------- | ----------------- |
| 14  | Шпанија     | О        | Хосе Луис Гаја    |
| 15  | Шпанија     | О        | Тони Лато         |
| 17  | Француска   | С        | Францис Кокелин   |
| 18  | Данска      | С        | Данијел Вас       |
| 19  | Шпанија     | Н        | Родриго           |
| 20  | Шпанија     | С        | Феран Торес       |
| 21  | Италија     | О        | Кристијано Пицини |
| 22  | Португалија | Н        | Санти Мина        |
| 23  | Белгија     | Н        | Миши Батшуаји     |
| 24  | Аргентина   | О        | Езекиел Гарај     |
| 29  | Србија      | С        | Урош Рачић        |

### На позајмици
| Бр. |         | Позиција | Играч                |
| --- | ------- | -------- | -------------------- |
| —   | Италија | Н        | Симоне Заза (Торино) |

## Успеси

### Домаћи
- Прва лига Шпаније

Првак (6): 1941/42, 1943/44, 1946/47, 1970/71, 2001/02, 2003/04.
Други (6): 1947/48, 1948/49, 1952/53, 1971/72, 1989/90, 1995/96.
- Куп Шпаније

Освајач (8): 1941, 1948/49, 1954, 1966/67, 1978/79, 1998/99, 2007/08, 2018/19.
Финалиста (11): 1934, 1937, 1944, 1944/45, 1946, 1952, 1969/70, 1970/71, 1971/72, 1994/95, 2021/22.
- Суперкуп Шпаније

Освајач (1): 1999.
Финалиста (3): 2002, 2004, 2008.
- Куп председника фудбалске федерације Шпаније (претходник Суперкупа Шпаније)

Финалиста (1): 1947.
- Куп Ева Дуарте (претходник Суперкупа Шпаније)

Освајач (1): 1949.
Финалиста (1): 1947.
- Друга лига Шпаније

Првак (2): 1930/31, 1986/87.

### Међународни
- УЕФА Лига шампиона

Финалиста (2): 1999/00, 2000/01.
- Куп победника купова

Освајач (1): 1979/80.
- Куп УЕФА

Освајач (1): 2003/04.
- Куп сајамских градова

Освајач (2): 1961/62, 1962/63.
Финалиста (1): 1963/64.
- Суперкуп Европе

Освајач (2): 1980, 2004.
- Интертото куп

Освајач (1): 1998.
Финалиста (1): 2005.